# Stenungsund

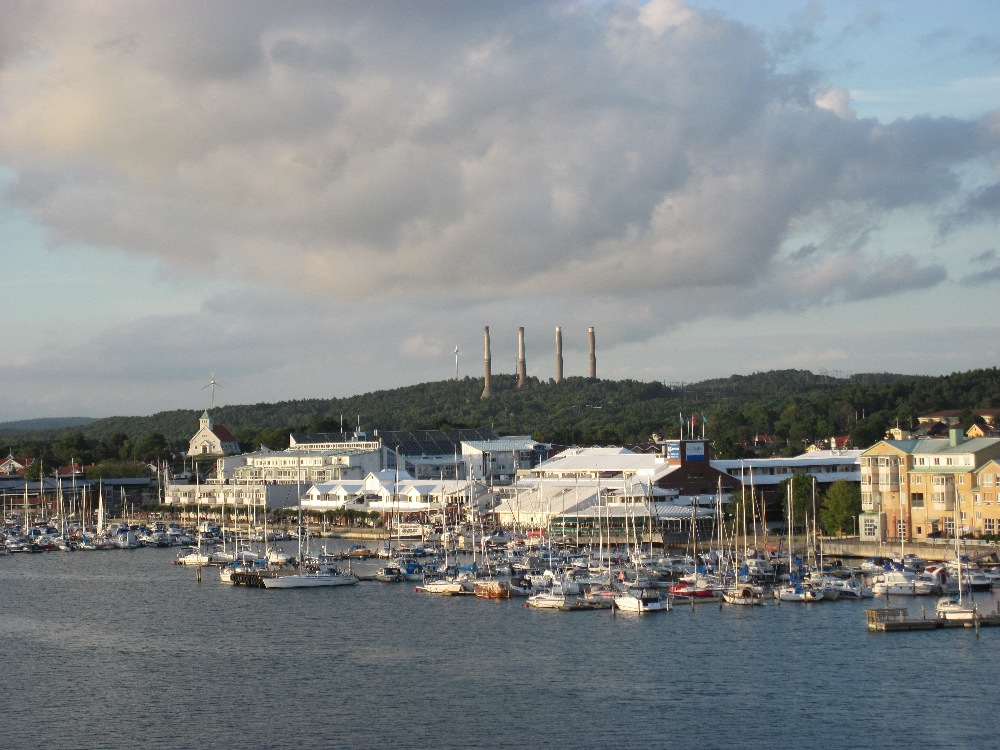
Stenungsund

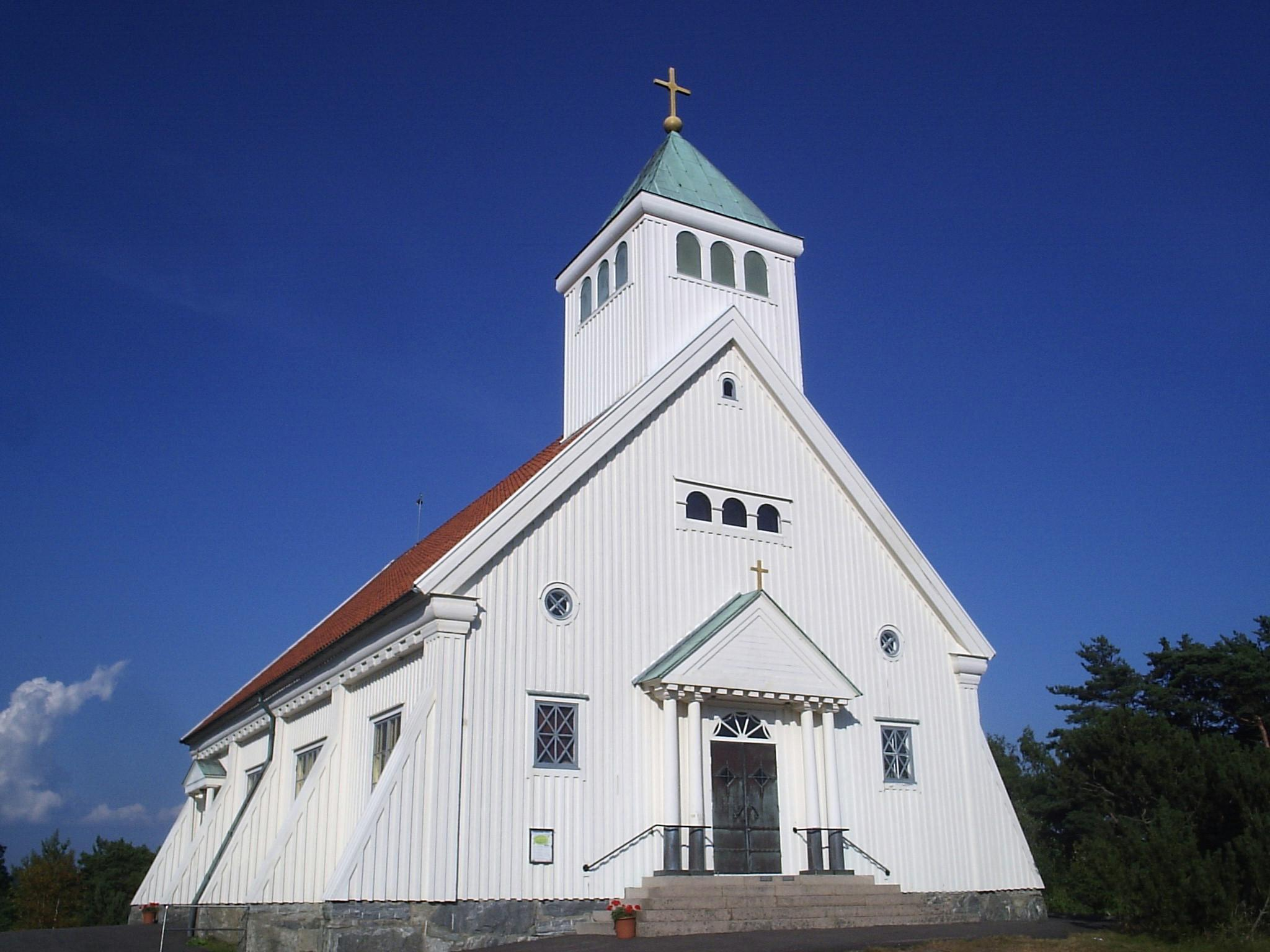
Kapelle

Stenungsund ist ein Ort (tätort) mit städtischem Charakter in der schwedischen Provinz Västra Götalands län und der historischen Provinz Bohuslän. Er ist Hauptort der gleichnamigen Gemeinde.
Der Ort liegt 47 km nördlich von Göteborg und 43 km südlich von Uddevalla. Von hier aus gibt es feste Verbindungen zu den vorgelagerten Inseln Orust und Tjörn.

## Geschichte
Stenungsund begann als Anlegeplatz für Schiffe und entwickelte sich im 19. Jahrhundert zu einem Badeort der Region Göteborg. Ein stärkerer Entwicklungsschub begann in den 1940er Jahren als ein Dampfkraftwerk und ein petrochemisches Werk angelegt wurden. In den 1960er Jahren verdreifachte sich die Einwohnerzahl von Stenungsund und lag damit höher als die Einwohnerzahlen von nahe gelegenen Orten wie Lysekil und Strömstad.

## Wirtschaft

### Petrochemie
Stenungsund ist heute eines der wichtigsten schwedischen Zentren für die Herstellung von Kunststoffen und deren Vorstufen. Als Grundlage für die Chemiebetriebe diente ein mit Öl betriebenes Heizkraftwerk, das in einem Hohlraum gelegen ist, der vorher in den Berg gesprengt wurde. Die vier Schornsteine des Heizkraftwerkes prägen heute die Silhouette des Ortes.

### Andere Industriezweige
Der Ort ist im Sommer ein viel besuchtes Touristenzentrum und auch ein Handelszentrum für das südliche Bohuslän.
2024 genehmigte die schwedische Regierung die Errichtung des aus 81 Turbinen bestehenden Offshore-Windpark Poseidon vor Stenungsund. Dieser soll jährlich 5,5 Terawattstunden Strom produzieren.

## Kultur

### Sehenswertes

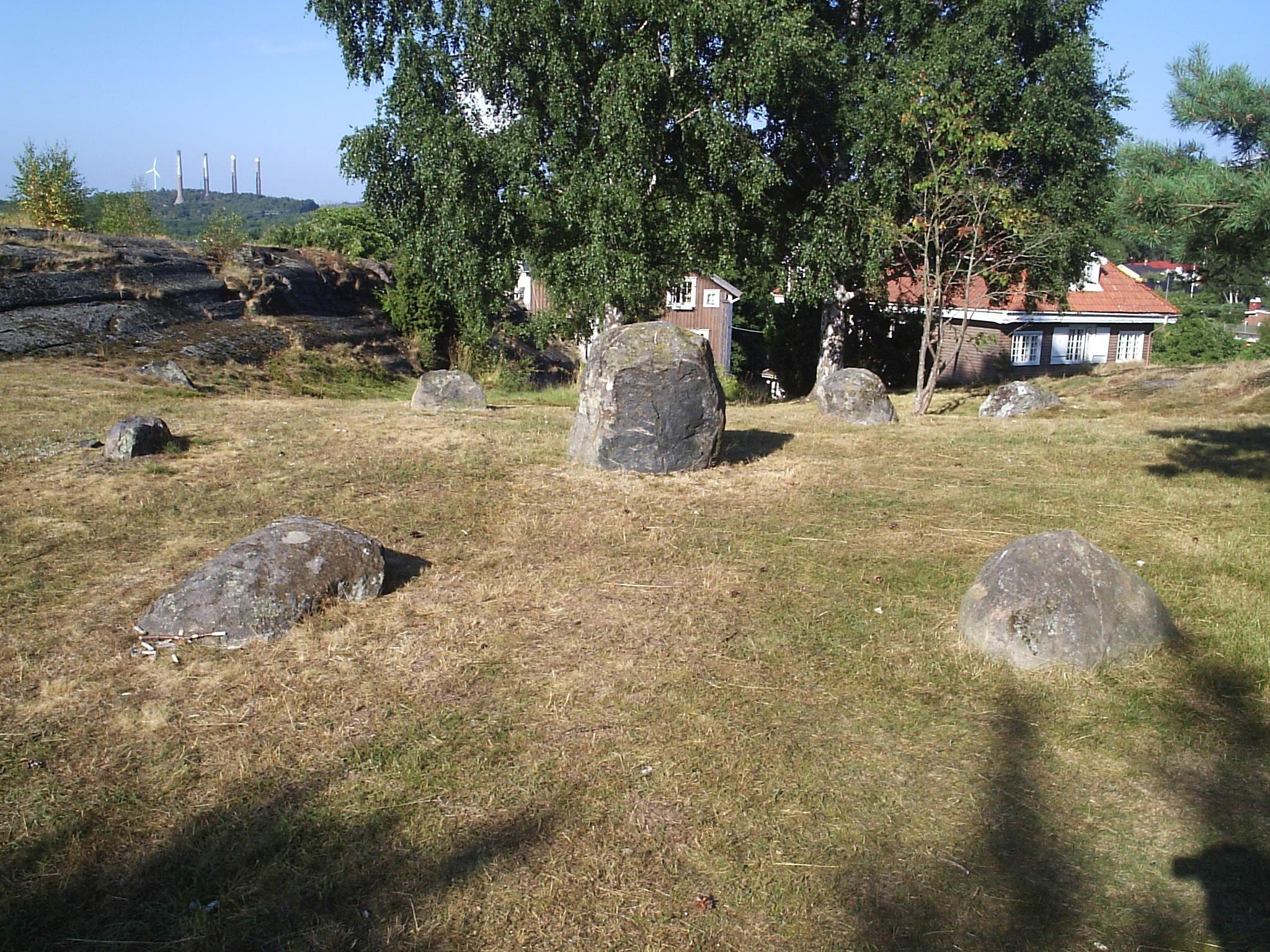
Der Domarring von Stenungsund

Der Domarring von Stenungsund (auch Norum 19:1 genannt) ist ein vorzeitlicher Steinkreis. Die Stenungsunds kapell auf dem Kirchenberg wurde 1925 in Nutzung genommen aber erst 1927 offiziell eingeweiht. Die Mittel für den Bau der Kapelle wurden von den Mitgliedern der Kirchengemeinden zweier benachbarter Inseln gesammelt.
Zwei Gebäude im Ort fungieren als Heimatmuseum und werden vom örtlichen Heimatverein, der 1950 gegründet wurde, geleitet.

### Sport
Stenungsund ist ein Zentrum für den Segelsport. Zum Beispiel wird hier jedes Jahr die Segelregatta Tjörn runt gestartet. Der örtliche Fußballverein, Stenungsunds IF, spielte in den 90er-Jahren einige Zeit in der 2. Liga Schwedens.

## Persönlichkeiten
- Johan Rogestedt (* 1993), Mittelstreckenläufer

## Weiteres
Es bestehen öffentliche Verkehrsverbindungen mit Zug (etwa 36 Minuten) und Bus (etwa 54 Minuten) nach Göteborg.
Zwei lokale Zeitungen, ST-Tidningen und Stenungsunds-Posten, werden im Ort veröffentlicht.
In der Nacht zum 23. September 2023 kam es an der vorbeiführenden Autobahn E6 zu einem schweren Erdrutsch. Die Strecke wird für etliche Monate unterbrochen sein.